# موقع إيبيوتاك
موقع إيبيوتاك هو موقع أثري كبير في نقطة الأمل في شمال غرب ألاسكا في الولايات المتحدة. وهي من أهم الاكتشافات في هذا المجال ، حيث تتنافس فقط مع إيكفين بروسيا.
إنه موقع من النوع لثقافة إيبيوتاك والتي نشأت على الأرجح في وقت مبكر من 100-200 قبل الميلاد وانهارت حوالي 800 م. نشأت ثقافة إيبيوتاك من جنوب مضيق بيرينغ ، عبر سلسلة جبال بروكس ، وربما إلى الشمال حتى بوينت بارو.
تم اكتشاف موقع إيبيوتاك في عام 1939 من قبل علماء الآثار هيلج لارسن وفروليش ريني ، الذين أكملوا دراسة عن الموقع في عام 1948. يتكون الموقع من ما يقرب من 600 منزل مهجور على طول أربعة تلال شاطئية تضفي خطيًا تم تفسيره في الأصل على أنه تصميم هادف على أنه الطرق أو "الطرق". العديد من المنازل قريبة جدًا من أن تكون معاصرة ، ويقترح نطاق العديد من عصور الكربون المشع مدة تتراوح بين 300 و 400 عام لبناء جميع المنازل. صاغ علماء الآثار التاريخ السكاني للموقع لاستنتاج أن حوالي 125-200 شخص فقط عاشوا في الموقع خلال أي جيل واحد وشغلوا 20 إلى 30 منزلاً. تقديرات السكان الأصلية لأكثر من 4000 خاطئة.
أنتجت الحفريات في عامي 1940 و 1941 مجموعات كبيرة من 74 منزلًا مبنيًا من الأخشاب الطافية وأكثر من 120 مدفنًا ، تم أرشفتها الآن في ثلاثة متاحف: المتحف الوطني للدنمارك والمتحف الأمريكي للتاريخ الطبيعي وجامعة ألاسكا فيربانكس.